# Peggy (cotre-pilote)
Pour les articles homonymes, voir Peggy.
La Peggy est un ancien cotre-pilote du Canal de Bristol à coque, pont et mâts en bois. Son port d'attache actuel est Bristol au Royaume-Uni.

## Histoire
Il a été mis en construction en 1903 et lancé en 1904 sous le nom de Wave, du chantier  Edwin Rowles à Pill, près de Bristol, dans le North Somerset.
Il est maintenant utilisé comme voilier de plaisance privé. Il a participé à Temps fête Douarnenez 2022.